# Президент Джибуті
Президент Джибуті — глава держави Джибуті.

## Список
| № | Портрет | Ім'я                | Початок терміну | Кінець терміну | Примітки                  |
| 1 |         | Хасан Гулед Аптідон | 27 червня 1977  | 8 травня 1999  | Передав посаду племіннику |
| 2 |         | Ісмаїл Омар Гелле   | 8 травня 1999   |                | Нині на посаді            |